# Francesco II Gonzaga
Francesco Gonzaga (né à Palerme, en Sicile, alors dans le royaume de Naples, le 6 décembre 1538, et mort à Rome le 6 janvier 1566) est un cardinal italien du XVIe siècle.
Il est un fils du comte Ferdinand Ier de Guastalla, un neveu du cardinal Ercole Gonzaga (1505) et le frère du cardinal Giovanni Vincenzo Gonzaga (1578). D'autres cardinaux de la famille sont Francesco Gonzaga (1461), Pirro Gonzaga (1527), Scipione Gonzaga (1587), Ferdinando Gonzaga (1607) et Vincenzo Gonzaga (1615).

## Biographie
Francesco Gonzaga est archiprêtre de Guastalla, abbé commendataire d' Acquanegra et protonotaire apostolique.
Pie IV le crée cardinal lors du consistoire du 26 février 1561. Le cardinal Gonzaga est légat à Campiglia Marittima. Il est archevêque de Cosenza de 1562 à 1565 et est élu évêque de Mantoue en 1565.
Le cardinal Gonzaga participe au conclave de 1565-1566 (élection de Pie V) et meurt pendant la célébration du nouveau pape.